# Ornithoica turdi
Ornithoica turdi is een vliegensoort uit de familie van de luisvliegen (Hippoboscidae). De wetenschappelijke naam van de soort is voor het eerst geldig gepubliceerd in 1811 door Olivier in Latreille.